# Adam Chubb
Adam Edward Chubb (Harrisburg, Estados Unidos, 5 de julio de 1981) es un exjugador de baloncesto profesional de nacionalidad estadounidense. Mide 2,08 metros de altura y ocupaba la posición de pívot. 
Ha sido internacional absoluto con la Selección de Estados Unidos con la que participó en el Torneo de las Américas 2005 celebrado en Santo Domingo.

## Clubes
- High School. Susquehanna.
- 1999-00. Mercersburg Academy.
- 2000-04. NCAA. Penn Quakers de la Universidad de Pensilvania.
- 2004-05. Ulsan Phoebus (Corea del Sur).
- 2005. Basketball Bundesliga. Giessen 46ers (Alemania).
- 2006-07. Basketball Bundesliga. Eisbaren Bremerhaven.
- 2007-08. Basketball Bundesliga. Artland Dragons.
- 2008-10. Basketball Bundesliga. Alba Berlín.
- 2010-11. ACB. CAI Zaragoza.
- 2011-15. Basketball Bundesliga. EWE Baskets Oldenburg.
- 2015-16. Basketball Bundesliga. Crailsheim Merlins.

## Palmarés
- 2008. Campeón de la Copa de Alemania con los Artland Dragons.
- 2009. Campeón de la Copa de Alemania con el Alba Berlín.
- 2010. Subcampeón de la Eurocup con el Alba Berlín.